# Antarcturus signiensis
Antarcturus signiensis is een pissebed uit de familie Antarcturidae. De wetenschappelijke naam van de soort is voor het eerst geldig gepubliceerd in 1979 door White.